# Mahmoud Abbas
Mahmoud Zeidan Abbas (em árabe:محمود عباس), também conhecido pelo nome de guerra Abu Mazen(ابو مازن; Safed, Galileia, 26 de março de 1935) é um político palestino, atual presidente da Autoridade Nacional Palestiniana desde 2005.

## Biografia
Nascido na Palestina, foi um dos fundadores, junto com Yasser Arafat, da organização Fatah. Desempenhou também funções como primeiro-ministro da Autoridade Nacional Palestiniana entre Março e Setembro de 2003.
Em 1948, quando tinha treze anos, abandonou a sua cidade natal em resultado da primeira guerra israelo-árabe e tornou-se, à semelhança de outros árabes palestinianos, um refugiado. A sua família fixou residência em Damasco, na Síria, onde Mahmoud cresceu e se educou. Trabalhou como professor do ensino primário e em 1957 mudou-se para o Qatar, onde conseguiu um emprego como chefe de pessoal no funcionalismo público local. Em 1958 concluiu a sua formação em Direito na Universidade de Damasco.
Durante a sua estadia no Qatar entrou em contacto com os grupos políticos palestinianos, tornando-se junto com Arafat e Faruq Qaddumi (Abu al-Lutf) um dos fundadores da Fatah. À semelhança do que fizeram Yasser Arafat e outros militantes adoptou o nome de guerra Abu Mazen. Abu, que significa "pai de", é um nome que os homens árabes tomam quando nasce o seu primeiro filho varão; neste caso Mahmoud já era pai de um menino nascido em 1960 chamado Mazen. 
Em 1964 tornou-se membro da Comité Central da organização e em 1968 do Conselho Nacional Palestiniano. Nesse ano apoia a decisão de Arafat em integrar a Fatah na Organização para a Libertação da Palestina (OLP), que reunia os grupos políticos e grupos armados da causa nacionalista palestiniana. 
Durante os anos setenta manteve contactos com membros da esquerda e com grupos pacifistas de Israel, atitude reprovada pelos palestinianos mais radicais. 
Em 1982 recebeu o doutoramento em História pela Universidade Estatal de Moscovo. A sua dissertação era uma análise sobre as relações entre o sionismo e o nazismo e valeu-lhe a acusação de antissemitismo por parte de grupos judaicos.
Dois anos antes Mahmoud Abbas foi eleito membro do Comité Executivo da OLP e em 1984 tornou-se chefe do Departamento de Relações Externas da mesma organização. Em 1989, em pleno período da primeira Intifada, realizou contactos secretos com representantes israelitas sob os auspícios de neerlandeses.
Em Junho de 2007, dão-se violentos confrontos da Faixa de Gaza entre partidários do Hamas, então no governo, e da Fatah. O Hamas toma pela força o controlo sobre o território de Gaza, numa acção condenada pela maior parte dos países e pelas Nações Unidas. Estas acções levam-no a declarar o estado de emergência.
Documentos do arquivo Mitrokhin, divulgados pela mídia israelense em agosto de 2016, indicam que Abbas foi agente do serviço de inteligência soviético (KGB) em Damasco, na Síria, durante os anos 1980.
Durante uma reunião do Conselho Nacional Palestiniano  em 2018, Abbas afirmou que os judeus na Europa foram massacrados durante séculos por causa de seu "papel social relacionado a usura e bancos". O discurso foi  condenado por Israel,  Nações Unidas, União Européia, Alemanha, Suécia, e Estados Unidos. Um editorial do New York Times comentou: "Que as palavras vis de Abbas sejam suas últimas como líder palestiniano".